# Gulfstream G650
Gulfstream G650 er et tomotoret jetfly der er udviklet og produceret af den amerikanske flyproducent Gulfstream Aerospace. Flyet blev introduceret i 2008 og i december 2015 var der i alt produceret 148 eksemplarer af typen. Flyet kan have op til 16 passagersæder og betjenes af to piloter. 